# Адири (Титан)
Адири (лат. Adiri) — светлая деталь альбедо на поверхности самого большого спутника Сатурна — Титана.

## География и геология
Структура расположена рядом с экватором. Координаты — 10° ю. ш. 210° з. д. / 10° ю. ш. 210° з. д.. Внутри данной области расположены все открытые горы и горные цепи данного спутника. Расположена к западу от более тёмной области Шангри-Ла. На юге от неё находится тёмная деталь альбедо — Чинг-ту, а за западе — Белет. На юго-западе расположена область Конкордии. Адири является высокой местностью, возможно, пронизанной дренажными каналами. Спускаемый зонд Гюйгенс приземлился на равнину, которая находится рядом с северо-западной границей Адири в 2005 году.

## Эпоним
Местность Адири названа в честь меланезийского рая. Название было утверждено Международным астрономическим союзом в 2006 году.